# Миленко Јованов
Миленко Јованов (Кикинда, 13. септембар 1980) српски је политичар. Јованов је потпредседник Главног одбора Српске напредне странке. Посланик је у Народној скупштини Србије од 2020. године и бивши посланик у Скупштини АП Војводине

## Образовање
Јованов је рођен у Кикинди, где је завршио основну школу „Жарко Зрењанин“ и гимназију „Душан Васиљев“. Школовање је наставио на Правном факултету у Београду. Након основних студија, дипломирао је на специјалистичким струковним студијама Факултета политичких наука у Београду на смеру „Политичке партије и избори“.
Учествовао је на различитим образовним програмима и семинарима: „Школа напредних политичких вештина“ и „Програм за будуће политичке лидере“ (2006—2007) у организацији Националног демократског института (САД), „Подизање капацитета младе политичке елите Србије“ – Процедуре и право ЕУ (2007) у организацији Београдске отворене школе и Фондације Конрад Аденауер и Годишњи семинар (2012—2013) у организацији Београдског фонда за политичку изузетност и Савета Европе.
У априлу 2015. године, у Новом Саду организовао је округли сто „Нови безбедносни изазови у Европи и Евроазији и улога Србије”.

## Политичка каријера
Демократској странци Србије приступио је 2001. године. Обављао је више дужности у Омладини Демократске странке Србије и био на функцијама члана Главног одбора, председника Окружног одбора за Северни Банат, члана Извршног одбора, портпарола и председника Покрајинског одбора за Војводину и потпредседника Странке. Због, како је рекао, „трајно нарушених односа унутар странке”, у мају 2015. подноси оставке на све функције и напушта Демократску странку Србије. У августу исте године приступа Српској напредној странци, а у мају 2016. године бива изабран за потпредседника Главног одбора Српске напредне странке.
Од 2012. године, посланик је у Скупштини АП Војводине и одборник у СО Кикинда, а од јуна 2016. године, налази се на позицији шефа посланичке групе Српске напредне странке у Скупштини АП Војводине.